# Cafémuziek
Cafémuziek voor pianotrio is een compositie van de Amerikaanse componist Paul Schoenfield. Schoenfield verwerkt allerlei genres in zijn muziek, waarbij nauwelijks onderscheid gemaakt kan worden welke de boventoon voert. Klassieke muziek, jazz, folk, Vaudeville en Klezmer komen allemaal voorbij.

## Compositie
De opzet van het werk is traditioneel; Het is geschreven voor de combinatie piano, viool en cello. Ook de tempoaanduidingen zijn klassiek:
1. Allegro
2. Andante moderato, rubato
3. Presto.

Schoenfield deed inspiratie voor zijn pianotrio op tijdens een bezoek aan een restaurant in Minneapolis. Daar verzorgde een trio achtergrondmuziek. Schoenfield wilde toen een werk componeren, dat als achtergrond kon dienen bij een etentje, maar net zo goed kon thuishoren op het klassieke concertpodium. De muziek is zonder meer in te delen als een klassiek pianotrio, qua opbouw, instrumentatie (drie gelijkwaardige stemmen), samenstelling ensemble en melodielijnen zijn laat-romantisch.
De uitvoering van al dat klassieke materiaal zou kunnen leiden tot een zwaarmoedig geheel en dat is niet het geval. Vaudeville met een beetje triestheid zoals dat vaak in de Klezmer wordt gecombineerd, voert de boventoon.
De compositie is geschreven in opdracht van het Sint Paul Kamerorkest.

## Bron en discografie
- Uitgave Black Box: Andrew Russo – piano; James Ehnes – viool; Edward Arron – cello